# Kelley Hurley
Kelley Anne Hurley (* 4. April 1988 in Houston) ist eine US-amerikanische Degenfechterin.

## Erfolge
Kelley Hurley gewann bei Panamerikameisterschaften sieben Mal mit der Mannschaft den Titel. Im Einzel gelang ihr 2011, 2016, 2017 und 2018 der Titelgewinn, zudem sicherte sie sich wettbewerbsübergreifend jeweils zwei weitere Silber- und Bronzemedaillen. Ebenso gewann sie jeweils Gold in der Einzel- und der Mannschaftskonkurrenz bei den Panamerikanischen Spielen 2011 in Guadalajara. Bereits 2003 hatte sie mit der Mannschaft in Santo Domingo Silber gewonnen. 2018 wurde sie in Wuxi mit der Mannschaft zudem Weltmeisterin. Hurley nahm an drei Olympischen Spielen teil: 2008 belegte sie in Peking den 20. Rang der Einzelkonkurrenz. Im Mannschaftswettbewerb der Olympischen Spiele 2012 in London erreichte sie mit der US-amerikanischen Equipe das Halbfinale, das gegen Südkorea verloren wurde. Das abschließende Gefecht um Platz drei gegen Russland endete mit 31:30 knapp zugunsten der US-Amerikanerinnen, zu denen neben Hurley noch Susie Scanlan, Maya Lawrence und ihre Schwester Courtney Hurley gehörten. Bei den Olympischen Spielen 2016 in Rio de Janeiro schloss sie die Einzelkonkurrenz auf dem 24. Rang und die Mannschaftskonkurrenz auf dem fünften Rang ab.
Hurley studierte an der University of Notre Dame, für die sie auch im Collegesport aktiv war. Sie machte 2011 ihren Abschluss im Fach Design.